# Soukhoï Su-47 Berkut
Pour les articles homonymes, voir Berkut.
Ne doit pas être confondu avec HK Berkout Kiev, Berkout ou Berkout (combinaison spatiale).
Le Soukhoï Su-47 Berkout (en russe : Су-47 Беркут, « aigle royal » ; code OTAN Firkin) est un avion de chasse expérimental russe, produit par Soukhoï, dont le premier vol a eu lieu en 1997.
Il sert de modèle probatoire pour la conception d'un futur avion de chasse de l'armée de l'air russe à partir de 2010. Sa principale caractéristique, qui le rend immédiatement identifiable, est son aile en flèche inversée. Cette caractéristique lui permettrait d'avoir une vitesse, un rayon d'action, un plafond opérationnel, une capacité d'emport, une furtivité et une maniabilité hors du commun sans oublier ses capacités ADAC.

## Conception
Malgré le peu d'informations rendues publiques, le Su-47 a été conçu pour dépasser les performances des chasseurs à la pointe de la technologie actuelle tels que le F-22 Raptor.
Doté selon son constructeur d'une vitesse élevée, d'une maniabilité exceptionnelle et d'une stabilité plus que satisfaisante, le Su-47 serait plutôt orienté pour les missions d'interception aérienne.
Le Su-47 est un avion de 5e génération, tout comme le F-22 Raptor : technologie furtive, brouilleur de radar électronique, plafond opérationnel plus élevé que les avions de 4e génération tel le General Dynamics F-16 Fighting Falcon.
Le projet est resté à l'état d'un unique prototype, mais a servi de démonstrateur pour des technologies qui servent à améliorer les avions de 4e génération Soukhoï Su-35BM.

## Dans la culture
- Apparait dans le jeu vidéo Just Cause 2 sous le nom de «G9 Eclipse»[1].

Il est fait référence au Su-47 dans le roman futuriste d'Antoine Tracqui, Mausolée.
Il est jouable dans les jeux vidéo ACE Fighter et H.A.W.X 2, dans le jeu Air Supremacy, et dans le jeu Heatseeker.
Il a une place de Roi aux côtés du  SU-37, F-22 et SU-35 dans la série de jeux de Namco « Ace Combat ».

### Aéronefs comparables
- MIG 1.44
- Su-37
- Soukhoï T-50 (PAK-FA)
- F-22 Raptor
- Eurofighter Typhoon
- X-29
- Chengdu J-20
- Dassault Rafale

### Ordre de désignation
- Su-34 - Su-35 - Su-37 - Su-47